# 外側翼突筋神経
外側翼突筋神経（がいそくよくとつきんしんけい）は三叉神経第三枝である下顎神経の枝。外側翼突筋深面に入る。頬神経と結合することがある。